# Руфаи, Питер
Питер Руфаи (англ. Peter Rufai; 24 августа 1963, Лагос — 3 июля 2025, Лагос, Лагос) — нигерийский футболист, вратарь. Игрок национальной сборной. Победитель Кубка африканских наций 1994 года. Участник чемпионатов мира 1994 и 1998 годов.

## Клубная карьера
В начале карьеры Руфаи выступал на родине, в клубах «Статионери Сторес» и «Фемо Скорпионс». Сезон 1986/87 провёл в Бенине, играя за местный «Драгонс де л’Уэме». В 1987 году Питер переехал в Европу, где без особого успеха выступал за бельгийские «Локерен» и «Беверен», а также нидерландский «Гоу Эхед Иглз». В 1996 году перешёл в португальский «Фаренсе», где стал основным вратарем команды. В первом же сезоне удачная игра Руфаи позволила команде впервые в истории попасть в еврокубки. Его уверенные выступления не остались незамеченными, и в 1997 году Питер перебрался в испанский «Эркулес», а затем и в «Депортиво Ла-Корунья». В новой команде он столкнулся с жёсткой конкуренцией со стороны Жака Сонго’о. За два сезона в Ла Лиге Руфаи принял участие всего в 9 встречах. В 1999 году Питер вернулся в Португалию, где был запасным вратарем в клубе «Жил Висенте». По окончании сезона завершил карьеру.

## Международная карьера
В 1981 году Руфаи дебютировал за сборную Нигерии. В 1988 году Питер принял участие в Кубке Африки в Марокко. На турнире он сыграл в матчах против сборных Кении, Египта, Алжира и дважды Камеруна. 24 июля 1993 года в отборочном матче кубка Африки против сборной Эфиопии Питер реализовал пенальти и забил свой первый и единственный гол за национальную команду.
В 1994 году Питер стал победителем Кубка Африки в Тунисе. На турнире он сыграл в матчах против сборных Габона, Египта, Заира, Кот-д’Ивуара и Замбии.
В том же году он поехал на чемпионат мира в США. На турнире Руфаи сыграл в матчах против сборных Болгарии, Аргентины, Греции и Италии. В 1995 году он вместе с национальной командой занял четвёртое место на Кубке короля Фахда.
В 1998 году Питер во второй раз принял участие в чемпионате мира, на этот раз во Франции. На турнире он сыграл матчи против сборных Парагвая, Испании, Болгарии и Дании.

### Голы за сборную Нигерии
| #   | Дата         | Место                                 | Противник | Результат | Соревнование                                     |
| --- | ------------ | ------------------------------------- | --------- | --------- | ------------------------------------------------ |
| 01. | 24 июля 1993 | Национальный стадион, Абуджа, Нигерия | Эфиопия   | 6:0       | Кубок африканских наций 1994 (отборочный турнир) |

## Личная жизнь
В 2003 году Руфаи вернулся в Испанию и открыл вратарскую школу. Умер 3 июля 2025 года в возрасте 61 года после продолжительной болезни.

## Достижения
Международные
 Нигерия
- Победитель Кубка Африки — 1994